# اسره، المدینه
اسره (به عربی: أسرة) یک منطقهٔ مسکونی در عربستان سعودی است که در استان مدینه واقع شده‌است.